# Aventura a la gran vall
Aventura a la gran vall (títol original en anglès, The Land Before Time II: The Great Valley Adventure) és una pel·lícula animada musical i d'aventures de 1994, dirigida per Roy Allen Smith sense cap implicació, suport i aportació de Don Bluth. És la segona entrega i una seqüela de la pel·lícula de 1988 A la recerca de la vall encantada. Es va estrenar sis anys després de l'original i va ser la primera de la sèrie a ser una producció distribuïda directament a vídeo. S'ha doblat al català.
El juliol de 1993, Universal Cartoon Studios va començar la producció de la seqüela. En aquell moment no es va fixar una data de llançament. La pel·lícula es va estrenar als Estats Units el 13 de desembre de 1994.